# Thümmlitzwalde

Lage von Thümmlitzwalde im Landkreis Leipzig (Stand: 2010)

Thümmlitzwalde war der Name einer 1994 durch den Zusammenschluss aus den damals selbständigen Gemeinden Böhlen, Dürrweitzschen, Leipnitz, Ragewitz und Zschoppach gebildeten Gemeinde im Freistaat Sachsen. Am 1. Januar 2011 fusionierte diese mit der Großen Kreisstadt Grimma.

## Geschichte
Thümmlitzwalde entstand am 1. März 1994 durch den freiwilligen Zusammenschluss der fünf Gemeinden Böhlen, Dürrweitzschen, Leipnitz, Ragewitz und Zschoppach.
Ihren Namen erhielt die Gemeinde von dem ca. 1500 ha großen Waldgebiet des „Thümmlitzwalds“. Zeitzeugen sind die zahlreichen Steine des Thümmlitz, von den Menschen mit geheimnisvollen Zeichen markiert und als Rechtssymbol genutzt.
Am 31. Dezember 2010 zählte die Gemeinde 3158 Einwohner. Das Gemeindegebiet umfasste 55,88 km². Bei der Eingemeindung in die Stadt Grimma am 1. Januar 2011 wurden die Ortsteile von Thümmlitzwalde als Ortschaften in die fünf Gründungsgemeinden von Thümmlitzwalde (Böhlen, Dürrweitzschen, Leipnitz, Ragewitz und Zschoppach) zusammengefasst.

### Gemeindegliederung
- Böhlen mit den Ortsteilen Böhlen und Seidewitz
- Dürrweitzschen mit den Ortsteilen Dürrweitzschen, Motterwitz und Muschau
- Leipnitz mit den Ortsteilen Leipnitz, Frauendorf, Keiselwitz, Kuckeland, Papsdorf und Zeunitz
- Ragewitz mit den Ortsteilen Ragewitz, Bröhsen, Haubitz, Pöhsig und Zaschwitz
- Zschoppach mit den Ortsteilen Zschoppach, Draschwitz, Nauberg, Ostrau und Poischwitz

## Politik

### Bürgermeister
Letzter Bürgermeister der Gemeinde war bis zum 31. Dezember 2010 Udo Brodhuhn.

### Wappen

Wappen der ehemaligen Gemeinde

Das Wappen zeigt in grünem Schild einen silbernen schräglinken mit drei roten Äpfeln belegten Balken und zeigt oben ein silbernes Hufeisen und unten ein silbernes Eichenblatt.

## Wirtschaft
Größter Arbeitgeber der Region ist die Obstland AG mit Sitz in Dürrweitzschen. Auch die Ragewitzer Agrarproduktions-GmbH bearbeitet zahlreiche Flächen landwirtschaftlich. Markant sind die zahlreichen Windenergie-Anlagen verschiedenen Bautyps in den Gemarkungen Bröhsen, Zeunitz und Pöhsig. In Ragewitz befindet sich eine Biogasanlage.

## Söhne und Töchter
- Johann von Staupitz († 1524), um 1465 geb. in Motterwitz, vorreformatorischer Ordensgeistlicher
- Magdalena von Staupitz († 1548), um 1485 geb. in Motterwitz, Ordensschwester und reformatorische Pädagogin
- Johannes Döhler (1878–1915), geb. in Zschoppach, Pfarrer in Rochlitz